# Беломестное (Белгородский район)
Беломестное — село в Белгородском районе Белгородской области России, административный центр Беломестненского сельского поселения. Железнодорожная станция Беломестная. Достопримечательностями села является АСК «Вираж» и Монастырский лес. В селе есть храм святого Богоявления. В селе также есть «Питомник Белогорья».

## География
Село расположено в срединной части Белгородской области, у места впадения Липового Донца в Северский Донец, в 3,5 км к северу от города Белгорода, в 1,7 км к северу от Белгородской объездной дороги.

## История

### Происхождение названия
Возникло в начале XVII века — деревня Беломестная упоминается в документах 1626 года: «Основана беломестными казаками, почему и получила такое название».

### Исторический очерк
Деревня Беломестное впервые упоминается в документах 1626 года.
В 1883 году в селе появилась деревянная церковь в честь Святого Богоявления.

В переписных документах 1884 года сохранилось описание села Беломестного Шопинской волости Белгородского уезда:
«Селение расположено под горой, у реки, близь станции железной дороги. Пахотная земля начинается от усадьбы и тянется в одну сторону на четыре версты, лес — в одном особняке, в шести с половиной верстах от селения; сенокос — близь усадьбы. Из промыслов преимущественно развиты: поденщина на железной дороге и рыболовство на реке Донец. Грамотных мужчин 61, или 16,8 %,… учащихся 1 мальчик. Школа в 4 верстах. В течение восьми лет, с 1874 по 1882 годы имели свою школу: общество тратило на неё 120 руб. в год. но в 1882 году школу закрыли за недостатком средств, так как в это время шла постройка церкви, и общество несло вследствие этого большие жертвы: в течение трех лет каждый двор отдавал на церковь по 11 копён хлеба и, кроме того, обществом продан был на сруб почти весь лес — больше чем на 1000 рублей».
В начале XX века в Беломестном было 162 двора. В энциклопедическом словаре Брокгауза и Ефрона отмечалось: 
«Беломестное — станция Курско-Харьковской ж.д., в 9 верстах к северу от Белгорода. Здесь значительная добыча мела, известковый и меловой заводы».
Волна революций 1905—1907 годов не захватила Беломестное, но на Первую Мировую войну были отправлены многие односельчане.
События эпохи 1917 года и послереволюционных преобразований не обошли село стороной.
С 1921 года в селе действует сельский совет, председателем которого был Фотев. Появился комитет бедноты, где активистами были Брудковы, Андросов Степан Иванович.
В 1928 году в Беломестном было организовано сельскохозяйственное товарищество «Восход», в которое вошло 5 дворов в количестве 20 душ, они обрабатывали площадь 75 га.
В 1929 году в селе образовался колхоз «Красный Боевик», руководителем которого был московский рабочий Кротов.
В это же время в селе была закрыта и затем разрушена церковь (не ранее 1933 года), но школа, бывшая при ней, продолжала действовать, став четырёхлетней.
С 1933 года в школе действовали пионерская и комсомольская организации. Центром идейно-воспитательной работы стали клуб и изба-читальня.
В годы Великой Отечественной войны почти из каждого двора ушли на войну мужчины. 114 беломестненцев осталось лежать на полях боёв. В боях за освобождение села погибло 204 человека. Это бойцы 96 танковой бригады имени Челябинского Комсомола, 263 Кировоградского минометного полка. Был казнен немцами за связь с партизанами секретарь комсомольской организации Александр Андросов. Уже после войны стало известно о подвиге односельчанки Швоевой Марии Александровны, которая спасла русских разведчиков из 96 танковой бригады.
В 1995 году в селе было построено трехэтажное здание средней школы с классами-кабинетами, актовым и спортивным залами, столовой, мастерской, гаражом.
В 2001 году началось строительство нового храма, 22 мая 2002 года состоялось открытие и освящение храма в честь Святого Богоявления. В то же время вступила в строй станция обезжелезивания воды.

## Легенды села
Самыми распространёнными фамилиями в селе были Андросовы, Жигаловы, Швоевы, Брудковы, Кузьмины. Известна легенда о появлении фамилии Андросовы. Около трёх веков назад в селе появился беглый донской казак Андрос. Он поселился на острове между руслами рек Северский Донец и его притоком, там, где сейчас стоит школа. У него было 12 сыновей. От них и пошли в селе Андросовы.

## Население
X ревизия переписала в Беломестном 271 «душу мужскаго пола».
По переписи 1884 года в Беломестном — 106 дворов, 744 крестьянина.
В 1979 году в селе Беломестном было 1409 жителей, через десять лет — 1128 (488 мужчин и 640 женщин).
К началу 1998 года в Беломестном было 1138 жителей и 439 хозяйств.
| 2002 | 2010  |
| ---- | ----- |
| 1150 | ↗1210 |